# Croton macrocarpus
Croton macrocarpus là một loài thực vật có hoa trong họ Đại kích. Loài này được Ridl. mô tả khoa học đầu tiên năm 1925.